# Luboń (Białoruś)
Luboń (biał. Любань; ros. Любань) – agromiasteczko na Białorusi, w obwodzie brzeskim, w rejonie łuninieckim, w sielsowiecie Łachwa.
Znajduje się tu przystanek kolejowy Luboń, położony na linii Homel – Łuniniec – Żabinka.
W dwudziestoleciu międzywojennym leżał w Polsce, w województwie poleskim, w powiecie łuninieckim, w gminie Łachwa. Po II wojnie światowej w granicach Związku Sowieckiego. Od 1991 w niepodległej Białorusi.